# Mach’ mir die Welt zum Paradies
Mach’ mir die Welt zum Paradies ist ein in Schwarzweiß gedrehtes, deutsch-schwedisches Filmdrama von Paul Merzbach aus dem Jahr 1930.

## Handlung
Robert und Isabell Keller sind seit einem Jahr verheiratet, doch das große Glück hat sich nicht eingestellt. Unter Roberts übermäßiger Sportbegeisterung leidet seine Frau nicht nur emotional, sondern auch finanziell. Ihr kleines Einkommen als Sekretärin in einer Varietéagentur kann den Verdienstausfall des sich lieber auf Sportveranstaltungen herumtreibenden als einer geregelten Arbeit nachgehenden Robert nicht ausgleichen, weshalb der Schuldenberg wächst und der nötigste Bedarf für den Lebensunterhalt gerade so gedeckt werden kann.
Die Pelzhändlerin Lanner, deren Zuvorkommenheit Isabell ihren Pelzmantel überhaupt nur zu verdanken hat, ist mit ihrer Geduld am Ende und schickt ihren Neffen Gunnar in die Künstlervermittlung, um an Isabells Einkommensquelle zu ihrem Geld zu kommen. Als Gunnar sein Anliegen vorbringen will, nötigen ihn der Agenturleiter und ein gerade anwesender Theaterdirektor, die ihn für einen arbeitsuchenden Künstler halten, etwas vorzusingen. Zwar klärt Gunnar danach das Missverständnis auf, doch alle Beteiligten sind derart amüsiert, dass die Idee für eine Revue, für die der offensichtlich talentierte Gunnar sogleich verpflichtet wird, geboren wird.
Die Revue wird zu einem Riesenerfolg, was einen Manager auf den Plan ruft, der ihm einen lukrativen Vertrag in Übersee anbietet, der jedoch die Klausel enthält, während der nächsten fünf Jahre ungebunden zu bleiben. Gunnar genoss den Bühnenerfolg, aber genauso auch die Begegnungen und sogar Verabredungen mit Isabell, deretwegen er nun auf das Angebot nicht eingeht.
Wider Erwarten hat Robert eine Anstellung als Außendienst-Vertreter angenommen. Bei seiner Rückkehr von einer Handelsreise bemerkt er, dass seine Frau und Gunnar sich nicht gleichgültig sind. In einer Aussprache mit Gunnar versucht er daher, ihn zu überzeugen, dass seine Hoffnungen auf Isabell jeglicher Erfolgsaussichten entbehren. Von Freunden spontan zu einer Fußballtournee nach Italien überredet, verfasst Robert überstürzt einen Brief an Isabell, in dem er von „Schüssen“ spricht, womit er Torschüsse meinte, aber bei Isabell Angst um das Leben von Gunnar auslöst. Gunnar erkennt darin, dass auch Isabell ihn liebt, und sie werden ein Paar.

## Produktion
Der Film Mach’ mir die Welt zum Paradies wurde in den Filmstaden-Filmstudios in Solna bei Stockholm gedreht; Außenaufnahmen fanden vor Ort in Stockholm und Umgebung statt. Kameramann war Julius Jaenzon; für die Choreografie der Musikaufnahmen war Axel Witzansky verantwortlich. Der Film wurde, wie damals üblich, in mehreren Sprachversionen gedreht. Der Hauptdarsteller Gösta Ekman spielte in der schwedischen und in der deutschen Fassung des Films.
Der Film hatte seine deutsche Premiere am 12. September 1930 im Primus-Filmpalast in Berlin.

## Filmmusik
- Isabell, oh Isabell (Åh, Isabell), Komposition: Jules Sylvain, deutscher Text: Walter Reisch und Armin Robinson, Gesang: Gösta Ekman
- Du machst die Welt zum Paradies (För hennes skull), Komposition: Jules Sylvain, deutscher Text: Walter Reisch und Armin Robinson, Gesang: Gösta Ekman
- Deinetwegen ist der Himmel blau, Komposition: Jules Sylvain, Text: Robert Gilbert und Armin Robinson

## Trivia
- Dem Drehbuch liegt der Memoirenband Den tänkande August (dt.: Der denkende August) von Gösta Ekman zugrunde.
- Nur die schwedische Fassung beinhaltet eine längere Sequenz eines Fußballspiels mit dem schwedischen Fußballstar Per „Pära“ Kaufeldt.[2]